# Kuriat
Kuriat (in arabo قوريا ) è il nome di un arcipelago tunisino costituito da due piccole isole situate a nord-est di Capo Monastir, a una ventina di chilometri dalla terraferma. L'arcipelago include principalmente una piccola isola o Conigliera (Qûrya es-Saghira) e un’isola più grande (Qûrya el-Kabira).

## Geografia

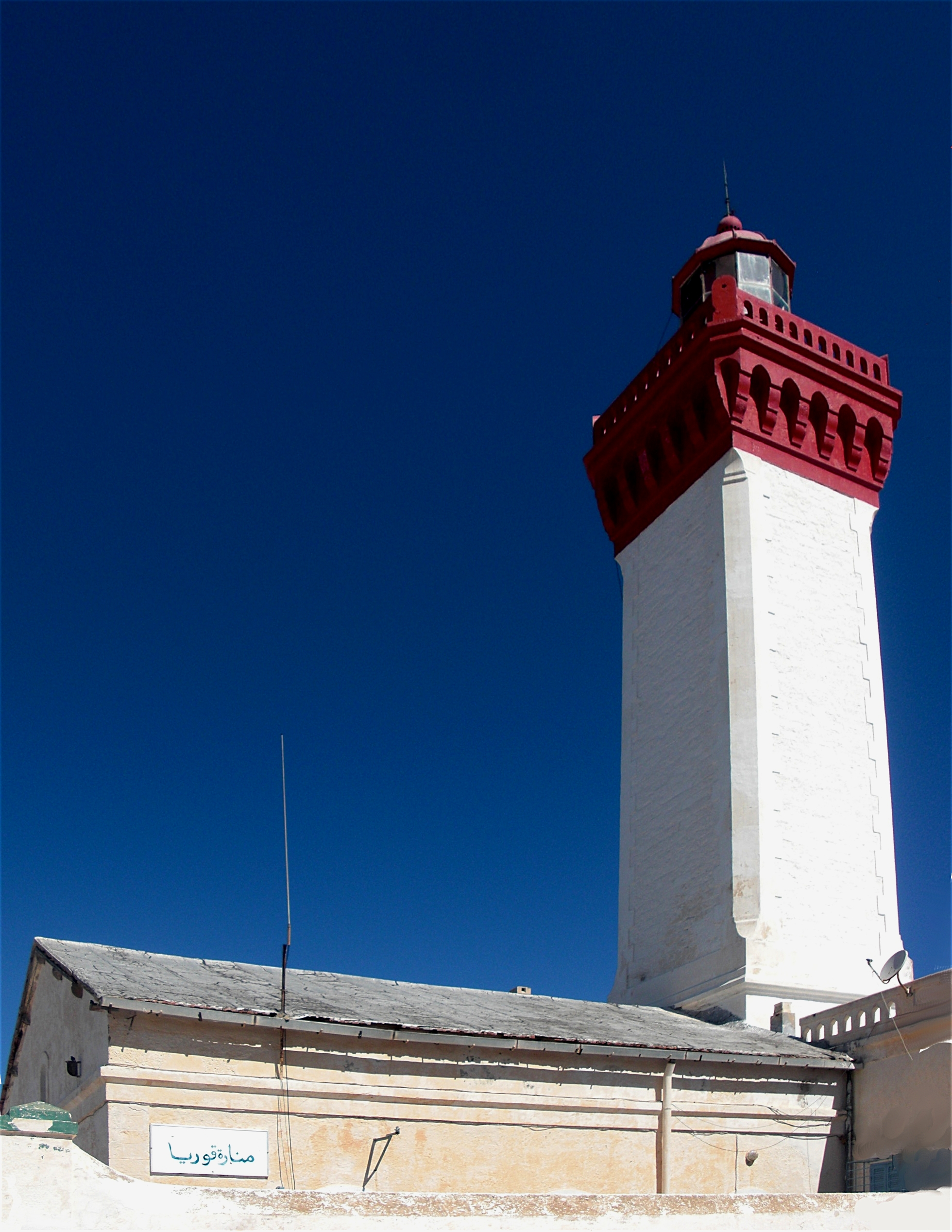
Faro dell'isola grande.

La grande isola, lunga 3,5 km e larga 2 km, si estende per circa 270 ettari. Separata da due chilometri, la piccola isola si estende per circa 70 ettari, la maggior parte dei quali sono formati da pianure e piani intertidali. Il substrato è costituito da rocce arenarie e carbonatiche, ricoperte da una roccia sedimentaria molto spessa. Le isole sono piatte e basse (con un'altezza massima di 5 metri sopra il livello del mare).
Nella parte settentrionale e rocciosa delle due isole, e a profondità molto basse, sono presenti formazioni di fondo maerl considerate molto rare e molto vulnerabili a livello mediterraneo.

## Storia
Tracce della presenza umana risalgono alla preistoria. Nelle vicinanze del faro, costruito alla fine del XIX secolo, furono scoperti frammenti fossili di uova di struzzo e frammenti di selce ritoccati e probabilmente datati al periodo neolitico.
Gli scritti sulle isole Kuriat risalgono all'antichità: Strabone, geografo greco dall'inizio dell'era cristiana, menziona questo arcipelago e lo chiama Tarichae. Nell'XI secolo, Al-Bakri, geografo arabo, fa riferimento a Qasr Al Quriyyatayn (e il suo porto, i cui resti sono ancora visibili a ovest del piccolo Kuriat.
Testimonianze di occupazioni più recenti rivelano anche i resti di un impianto di lavorazione del tonno e di tonnare..

## Protezione ambientale
L'arcipelago Kuriat è una delle quattro aree marittime protette della Tunisia, insieme a quelle dell'arcipelago di La Galite, Kneiss e Zembra e Zembretta.
Le isole di Kuriat giocano un ruolo importante dal punto di vista della biodiversità. Sono infatti uno scalo migratorio per alcune specie come il gabbiano roseo, classificato come specie vulnerabile. Sono anche uno dei principali siti di nidificazione della tartaruga caretta caretta nel Mediterraneo meridionale e costituiscono quindi un ecosistema vulnerabile.
Dal 2017, nella piccola isola di Kuriat, le autorità tunisine e l'ONG Notre Grand Bleu collaborano per educare i turisti alla protezione delle tartarughe caretta. I volontari si alternano da maggio a ottobre (dall'inizio della nidificazione alla fine del periodo di cova) per individuare e proteggere la nuova deposizione delle uova. Nel 2019 sono stati censiti nelle due isole un totale di 42 nidi, una cifra in continuo aumento da circa vent'anni.

## Turismo
L'Agenzia per la protezione e la pianificazione delle coste si sforza di trovare un equilibrio tra le attività di protezione biologica e ambientale e le attività economiche e turistiche.
L'arcipelago è accessibile in barca da Monastir. Attira una media di 23 000 visitatori all'anno, e talvolta fino a 1 200 in un fine settimana durante l'alta stagione di luglio-agosto.